# 柿島站
柿島站（日语：／ Kakigashima eki */?）是位於福井縣大野市柿島35字中中川原32番2號，西日本旅客鐵道（JR西日本）的越美北線（九頭龍線）車站。

## 車站構造
車站是一座建設路堤上的地面車站，設有1面1線單式月台，九頭龍湖方向的列車會開啟左邊車門。前往九頭龍湖方向和福井方向的列車使用同一月台。
此站是由福井地域鐵道部管理的無人車站，此站沒有自動售票機。在車站啟用當初已經設有簡單月台和候車室。

## 歷史
- 1960年12月15日：越美北線越前花堂站至勝原站之間開通，此站啟用。為旅客車站。
- 1987年4月1日：隨國鐵分割民營化，車站由西日本旅客鐵道（JR西日本）營運。
- 2004年：

- 7月18日：因發生暴雨，越美北線全線暫停營業。
- 7月20日：越前大野站至九頭龍湖站之間重開。

## 使用狀況
根據國土交通省「國土數值情報」，本站長期處於少於1人的狀態，以致連基本紀錄也欠奉。以下為1日平均上下車人次：
| 年度 | 1日平均 乘車人次 | 1日平均 乘車人次 |
| ---- | ---------------- | ---------------- |
| 1999 | 11               |                  |
| 2000 | 9                |                  |
| 2001 | 3                |                  |
| 2002 | 1                |                  |
| 2003 | 2                |                  |
| 2004 | 4                |                  |
| 2005 | 2                |                  |
| 2006 | 3                |                  |
| 2007 | 3                |                  |
| 2008 |                  |                  |
| 2009 |                  |                  |
| 2010 |                  |                  |
| 2011 | 2                |                  |
| 2012 | 1                |                  |
| 2013 | 1                |                  |
| 2014 | 0                |                  |
| 2015 | 0                |                  |
| 2016 | 0                |                  |
| 2017 | 0                |                  |
|      |                  |                  |
| 2022 | 0                |                  |

## 車站周邊
車站位於大野市區東邊。大野方向列車離開車站後會越過九頭龍川。

## 相鄰車站
西日本旅客鐵道（JR西日本）
■九頭龍線（越美北線）
下唯野－柿島－勝原

## 外部連結
- 柿島｜車站資訊：JR出門網 - 西日本旅客鐵道（日語）